# Rudi Voigtmann
Rudi Voigtmann (* 26. Februar 1921; † unbekannt) war ein deutscher Fußballspieler. Seine Stammposition war zunächst die des linken Außenläufers; später wurde er auch als Stürmer eingesetzt.  Er nahm zwischen 1942 und 1956 an fünf Endrunden um die Deutsche Meisterschaft teil. 

## Spielerkarriere
Voigtmann entstammte der Jugend von Teutonia Netzschkau und war im August 1939 noch als Spieler dieses Vereins für die Sachsenauswahl nominiert. Seine Laufbahn im Männerbereich setzte er später als Gastspieler beim Planitzer SC fort. 1942 gewannen die Planitzer mit ihm die sächsische Gaumeisterschaft und qualifizierten sich damit für die Teilnahme an der Endrunde zur deutschen Meisterschaft. Dort stieß Planitz bis in das Viertelfinale vor, Voigtmann wurde in allen drei Begegnungen der Endrunde eingesetzt. Im selben Jahr kam er in einem Probespiel der Nationalmannschaft zum Einsatz nachdem er im September gegen Schweden bereits auf der Bank gesessen hatte. Anfang 1943 wurde Voigtmann vom Reichstrainer Sepp Herberger erneut zu einem Vorbereitungslehrgang für das geplante Länderspiel in Spanien eingeladen. Wegen der Ausrufung des „totalen Krieges“ kamen aber keine Länderspiele bis zum Ende des Zweiten Weltkrieges mehr zustande. 
Als der Planitzer SC 1943 seinen Gaumeistertitel nicht verteidigen konnte, gastierte Voigtmann bei den Stuttgarter Kickers und später beim neuen Deutschen Meister, dem Dresdner SC. Dieser gewann 1944 erneut die Gaumeisterschaft und wurde anschließend zum zweiten Mal Deutscher Meister. Voigtmann bestritt alle fünf Endrundenspiele und erzielte fünf Tore. Im Endspiel legte er mit dem 1:0-Treffer der Grundstein für den 4:0-Sieg über den LSV Hamburg. Nach dem Ende des Zweiten Weltkrieges kehrte Voigtmann wieder nach Planitz zurück und beteiligte sich dort am Neuaufbau des Fußballsports, der nach dem Verbot des Planitzer SC in der SG Planitz fortgeführt wurde. Im Sommer 1947 wechselte Voigtmann zum Hamburger SV, wo er zwei Spiele in der Oberliga Nord bestritt. 
Anschließend verließ er Hamburg wieder und schloss sich im Oktober 1947 dem TuS Neuendorf an, der in der Oberliga Südwest spielte. Mit den Neuendorfern erreichte er am Saisonende zum dritten Mal in seiner Karriere die Endrunde zur deutschen Meisterschaft. TuS startete im Viertelfinale mit einem 2:1-Sieg und unterlag im Halbfinale dem 1. FC Kaiserslautern mit 1:5. Voigtmann wurde in beiden Spielen als Stürmer eingesetzt, blieb aber ohne Torerfolg. 1950 erreichte TuS Neuendorf erneut das Endrundenturnier, schied mit Voigtmann als halbrechten Stürmer bereits nach dem ersten Spiel (0:4 gegen den FC St. Pauli) aus. Ein letztes Mal erreichte Voigtmann 1956 die Endrunde zur deutschen Meisterschaft, für die sich TuS Neuendorf als Südwest-Vizemeister qualifiziert hatte. Mit zwei Niederlagen und einem Unentschieden überstand Neuendorf jedoch die Qualifikationsrunde nicht. Voigtmann absolvierte alle drei Spiele als Rechtsaußenstürmer und schoss beim 3:3 gegen Hannover 96 sein letztes Endrundentor. Nach dem Ausscheiden aus der Meisterschafts-Endrunde beendete Voigtmann 35-jährig seine Laufbahn als Fußballspieler.

## Erfolge
- Deutscher Meister 1944

## Trainerkarriere
In der Saison 1963/64 trainierte er den Südwest-Regionalligisten SV Niederlahnstein, der jedoch als Letzter in die 1. Amateurliga abstieg.